# كونشرتو في درب سعادة (فلم)
كونشرتو في درب سعادة هو فيلم دراما مصري من إخراج أسماء البكري وبطولة نجلاء فتحي، صلاح السعدني، سلوى خطاب وحسن كامي. عرض الفيلم لأول مرة في مهرجان القاهرة السينمائي الدولي عام 1998 وفاز بجائزة لجنة التحكيم الخاصة التي أشادت بتحقيقه للقاء بين ثقافتين مغايرتين.

## نبذه
يعمل عزوز عبد التواب موظفًا في دار الأوبرا المصرية، ويسكن في منطقة درب سعادة، ويلتقى في عمله بعازفة الكمان سونيا المنشاوي المصرية المغتربة في باريس بعد عودتها من هناك، ويُكلف عزوز بمرافقة سونيا في جولاتها بالمدينة ومع الوقت يقع عزوز في حبها، ويبدأ في الانجذاب إلى سماع الموسيقى الكلاسيكية بعد أن كان ينفر منها، ويبدأ عزوز في التمرد على زوجته مبروكة وأهل حارته.

## طاقم العمل
- نجلاء فتحي بدور سونيا المنشاوي
- صلاح السعدني بدور عزوز عبد التواب
- سلوى خطاب بدور مبروكة
- حسن كامي بدور المايسترو
- عائشة الكيلاني بدور أم بلبل
- صلاح عبد الله بدور عوض
- عهدي صادق بدور عريان
- سيف عبد الرحمن بدور شريف عبد الواحد